# سالیوان (میزوری)
سالیوان (به انگلیسی: Sullivan) یک شهر در ایالات متحده آمریکا است که در میزوری واقع شده‌است. سالیوان ۲۰٫۹۸ کیلومتر مربع مساحت و ۷٬۰۸۱ نفر جمعیت دارد و ۲۹۹ متر بالاتر از سطح دریا واقع شده‌است.